# 榎本日出夫
榎本 日出夫（えのもと ひでお、1941年7月7日 - ）は、東京都中野区出身のバスケットボール指導者。日本バスケットボール界初のプロコーチである。

## 来歴
武蔵中学校・高等学校・大学出身。
中3でバスケを始め、高校では3年連続でインターハイに出場。優勝も経験する。
大学卒業後、光文社に入社。そこで杉野女子短大の学生と出会い、これを機にバスケットボールのコーチに転じる。
後に日立戸塚女子バスケットボール部に移り、プロコーチ宣言。25年間指揮を執り、1976・77年の2年連続でオールジャパン・日本リーグ2冠に導く。
その間全日本女子のコーチとなり、1982年には監督を務める。
その後、日立本社男子（現・サンロッカーズ渋谷）のヘッドコーチに就任。
1997年よりゼクセルヘッドコーチに就任。
2000年、コーチ引退。
現在はオオネ学生会館館長を務める傍ら、全国でクリニックを展開している。